# Nathalie Hendrikse
Nathalie Hendrikse (* 4. April 1995 in Amsterdam) ist eine niederländische Handballspielerin.

## Karriere
Hendrikse begann das Handballspielen im Alter von vier Jahren. Später schloss sich die Linkshänderin dem niederländischen Erstligisten VOC Amsterdam an, mit dem sie auch an europäischen Pokalwettbewerben teilnahm. Mit VOC Amsterdam gewann sie 2017 die niederländische Meisterschaft. Im Sommer 2017 wechselte die Außenspielerin zum norwegischen Erstligisten Gjerpen HK Skien. Hendrikse erzielte in der Saison 2017/18 35 Tore und in der Saison 2018/19 44 Tore in der Eliteserien für Gjerpen. Ab der Saison 2019/20 stand sie beim deutschen Bundesligisten Sport-Union Neckarsulm unter Vertrag. Im Sommer 2022 wechselte sie zum Ligakonkurrenten Thüringer HC. Mit dem Thüringer HC gewann sie im Jahr 2025 die EHF European League.